# Volîțea-Barîlova, Radehiv
Volîțea-Barîlova (în ucraineană Волиця-Барилова) este un sat în comuna Kulîkiv din raionul Radehiv, regiunea Liov, Ucraina.

## Demografie
Componența lingvistică a localității Volîțea-Barîlova
     Ucraineană (100%)
Conform recensământului din 2001, toată populația localității Volîțea-Barîlova era vorbitoare de ucraineană (100%).